# Лютица
Лютица е средновековна крепост, съществувала от IV до XIV век. Намира се югозападно и в близост до град Ивайловград. Разположена е на връх Градището, намиращ се на едно от последните възвишения на Източните Родопи. Лютица е една от най-добре запазените български средновековни крепости и една от най-големите в Източните Родопи. Разрушавана е многократно‚ а в сегашния си вид е построена през XII – XIII век.

## Местоположение
Лютица е разположена на около десетина километра югозападно от Ивайловград. До нея се достига от квартал Лъджа по черен път. Пътят е проходим с автомобил до Лъджанския манастир. Оттук пеша се достига за около 2 – 3 часа. Намира се на надморска височина около 560 m. По пътя до крепостта се преминава покрай Атеренския мост и Атеренска река. При надморска височина около 430 m и на около километър преди крепостта маршрутът преминава през обезлюденото от средата на XX век село Рогозово.

## Исторически сведения
Находките от керамика, монети, накити, метални и костени предмети от бита, архитектурни детайли показват, че хълмът е бил обитаван от I хилядолетие пр. Хр. В самата крепост са разкрити останки от късноантична трикорабна базилика с мартирий.
Градежът на крепостта започва през IV век. Късноантичните укрепления са почти разрушени по време на нашествията на хуните, готите, а през VI век и на славяните. Селището започва да се възстановява в края на VIII век, което е свързано с опитите за византийска реконкиста на загубените от империята територии, осъществявана от Константин V Копроним. Историческите свидетелства за района на Ивайловград показват, че тази територия става част от българската държава още в началото на IХ век, по време на походите на хан Крум през 813 година. След 815 година Византия възстановява властта си над региона. Около 904 година крепостта попада за кратко под българска власт при управлението на цар Симеон I. През X - XII век Лютица е значителна крепост в този район на Византийската империя. Завладяна е от българите по времето на цар Калоян. След 1208 година Лютица е част от Латинската империя, създадена от рицарите от Четвърти кръстоносен поход. След временното и завладяване от епирците на Теодор Комнин, след 1230 година Иван Асен II отново връща крепостта под българска власт. Лютица е била център на епископия (IX – XVII век) и архиепископия (XVII – XVIII век). Основният градеж се датира още от IV – VI век. Лютица достига своя разцвет в ХIII-ХIV век, а твърдината е просъществувала чак до края на XVIII век, когато запада, губейки значението си като фортификационно съоръжение, а нейните жители се преселват край близките минерални извори и основават село Лъджа. След османското нашествие продължава да се използва църквата, а в подножието на хълма се изгражда малък манастир - Лъджанският манастир.
Крепостта Литица или Лютица е спомената от двама византийски автори. За първи път името на крепостта се появява в епископските списъци от времето на император Лъв VI (886 – 912). Упомената е и по-късно около 940 година. В един от изворите е описана обсадата на Димотика от цар Калоян през 1207 година. Според Никита Акрополит след като отстъпил назад, Калоян поел по долината на Арда. Съвременникът и участник в събитията-рицарят Жофроа дьо Вилардуен, свидетел на оттеглянето, пише, че българският владетел настанява войските си „в една подвластна нему крепост“, която някои историци смятат, че е крепостта Лютица.

## Описание
Лютица е разположена на площ от 26 декара. Оградена е от крепостни стени с дължина над 600 m, които на повечето места са добре запазени. Те очертават неправилна елипса, съобразена с конфигурацията на терена. Входът е от запад, само един, фланкиран от две правоъгълни кули, разположени с дългата си страна перпендикулярно на стените. Укреплението има общо 12 кули с правоъгълен план и една с осмостенен. Материалът, от който е изградена крепостта е мрамор, поради което е придобила и известност като „Мраморният град“.
От вътрешността са разкрити две църкви, като по-ранната е епископска базилика, донжонът, обширен некропол, основи на жилищна кула, резервоар за вода, на дъното на който се откриват материали от времето на траките, останки от древна канализационна система. Около крепостта има следи от външен град, а в основата на хълма са разположени некрополи от различни епохи. При разкопките са открити доказателства, че мястото е било обитавано от късната бронзова епоха. Откритите керамични съдове са идентични с тези от Плиска и Преслав, с което се доказва, че крепостта е българска и е била център на високо развита култура.
По-ранната църква е трикорабна, богато украсена със стенописи и с пластично оформени пана от мрамор. По-късната е малка, с двускатен покрив, покрит с керемиди. Била е увенчана с кръст, който археолозите откриват сред руините. Проучването показва, че водният резервоар е изсечен в скалата още през късната бронзова епоха, а през средновековието е използван последователно като водохранилище, жилище и яма за отпадъци.

## Археологически находки
През 2019 година екип археолози под ръководството на доц. д-р Бони Петрунова открива част от ритуален бронзов боздуган и интересна бронзова шпора с изображения на шест дракона и шип, оформен като глава на седми дракон. През 2011 година е открит златен пръстен, който според хипотезата на доц. Петрунова е сарафски пръстен за измерване на грамажа на златните монети. На името на т.нар. Златен пръстен от Лютица е учредена и награда за непрофесионалисти доброволци, които подпомагат проучването и опазването на културното ни наследство. 
През 2018 година археологическият екип открива в крепостта моливдовул на византийската императрица Ирина Палеологина, съпруга на император Андроник II Палеолог. Върху едната страна на печата, права и в цял ръст е изобразена императрицата с корона на главата и жезъл в едната си ръка, а от другата страна на печата е Богородица, седнала на трон и държаща медальон с изображение на Младенеца.